# Лейк-Эвелла (аэропорт)
Аэропорт Лейк-Эвелла (англ. Lake Evella Airport) — небольшой региональный аэропорт, расположенный в местечке Гапувийак, Северная территория, Австралия. В 2004 году взлетно-посадочная полоса была закрыта на реконструкцию, которая продолжалась два года и обошлась в AU$ 293,904.